# Rob Goorhuis
Rob Goorhuis (Amsterdam, 25 maart 1948) is een hedendaags Nederlands componist, muziekpedagoog, dirigent, klavecinist, pianist en organist.

## Levensloop
Zijn studies deed Goorhuis aan de conservatoria van Utrecht, Arnhem en Tilburg in de hoofdvakken koor- en orkestdirectie alsook in de vakken piano, orgel en muziektheorie. Aansluitend was hij lang actief als dirigent en instrumentalist en dirigeerde diverse koren en orkesten, zoals het "Utrechts Begeleidingsorkest". Als organist en clavecinist trad Rob Goorhuis natuurlijk op in Nederland, maar gaf hij ook concerten in België, Frankrijk, Italië, Duitsland en Polen.
Hij maakte deel uit van Ensemble Sanssouci en Dialogo Musicale en concerteerde in het bijzonder met het Hannover Knabenchor tijdens het Festival Wallonie te Luik en met Dialogo Musicale op het Festival Oude Muziek in Utrecht. Hij speelde delen uit het «Buxheimer Orgelbuch» voor de Westdeutscher Rundfunk (WDR). Goorhuis toerde internationaal met de Utrechtse Studentencantorij en was een hele tijd de vaste continuospeler van het Utrechts Barok Consort.
Hij was directeur van de Biltse Muziekschool te Bilthoven, waar hij onder andere Rocco Havelaar als leerling had. Goorhuis is bovendien dikwijls jurylid bij (concert)wedstrijden van blaasorkesten. Enkele van de wedstrijden waar Rob Goorhuis reeds jureerde: Wereld Muziek Concours, Kerkrade, het Eidgenössisches Musikfest, Fribourg, de Nederlandse Brassband Kampioenschappen, Zutphen, the Swiss Open Contest, het Vlaams Open Brassband Kampioenschap en het World Band Festival Luzern. In 2009 was Rob Goorhuis jurylid bij de Europese Brassband Kampioenschappen in Oostende, in 2010 bij de Duitse Brassband Kampioenschappen in Duisburg.
Als componist was hij aanvankelijk autodidact, maar op het terrein van de HaFaBra-orkesten was hij al spoedig geen onbekende meer. Hij componeerde meerdere werken als verplichte werken voor de concoursen voor de landelijke federaties. In 2003 ontving Rob Goorhuis de Gerard Boedijn Penning voor zijn verdienste voor de Nederlandse blaasmuziek. Op 24 november 2006 werd Rob Goorhuis benoemd tot Ridder in de Orde van Oranje Nassau. De bijbehorende versierselen werden hem overhandigd door de burgemeester van de gemeente De Bilt A. Tchernoff. In 2012 kreeg Rob Goorhuis de Piebe Bakker Award uitgereikt, vanwege zijn verdienste voor het in stand houden van het fanfareorkest, zijn omvangrijke bijdrage aan het fanfarerepertoire en zijn inzet voor de opleiding van muzikanten.

## Composities

### Werken voor orkest
- 1987 Il trovatore voor solo stem (alt of bariton), koor en orkest

### Werken voor harmonie- en fanfare-orkest en brassband
- 1978 Concertino, voor fanfareorkest
  1. Larghetto
  2. Lamento (Mesto)
  3. Finale (Allegro vivace)
- 1981 Die Brücke am Tay, voor fanfareorkest
- 1984 Suite', voor harmonieorkest
  1. Introduction
  2. Estampia
  3. Virelai
  4. Trotto
- 1985 Discoverture voor fanfareorkest
- 1985 Impromptu
- 1986 Ramajana Suite
  1. Jatayu's fight
  2. Sita imprisoned at Langka
  3. Hanuman's fight
  4. Sita and Rama reunited
- 1986 Sonate, voor fanfareorkest
- 1987 Variations on a Pentatonic Theme, voor harmonie- of fanfareorkest[1]
  1. Variation
  2. Variation
  3. Variation: Interludium (Choral)
  4. Variation: Scherzo
  5. Variation: Finale (brillant)
- 1987 Petite Suite Française, voor fanfareorkest
- 1988 Missa Basilica, voor gemengd koor en harmonieorkest
  1. Kyrie
  2. Gloria
  3. Sanctus
  4. Benedictus
  5. Agnus Dei
- 1988 Sinfonietta, voor fanfareorkest
  1. Moderato
  2. Scherzetto interrotto (Allegro scherzando)
  3. Vivace
- 1988 Divertimento, voor piano en fanfareorkest
- 1989 Poème Symphonique "Les trois Histoires de Jean de Bruges", voor fanfareorkest[2]
- 1989 The mystic Trumpeter, voor gemengd koor en harmonieorkest
- 1990 Quatro bosquejos españoles, voor fanfareorkest
  1. Danza de caer y de levantarse
  2. Cuando te miro a lo ojos
  3. Temperamento
  4. Danza del amor
- 1990 Passion en Tendresse, voor fanfareorkest
- 1991 Concert Prelude, voor fanfareorkest
- 1992 Rhapsody for Tienhoven, voor solo saxofoon en fanfareorkest
- 1993 The Innocent Condemned, voor fanfareorkest[3]
- 1994 Ouverture concertante, voor fanfareorkest
- 1994 Fantasia, voor fanfareorkest
- 1995 The Robber Knight, voor fanfareorkest
- 1996 Chansons Bachiques, voor harmonieorkest
  1. les narbantons
  2. les jarrons
  3. les serpentières
  4. dessus des golardes
- 1997 Burlesque, voor brassband (verplicht werk op het Europees Brassband Kampioenschap)
- 1997 Ouvertüre "Die Schlacht bei Varlar", voor harmonieorkest
- 1997 La Forza dello loro Vita, voor fanfareorkest
- 1997 Le Champion de Tir, voor fanfareorkest
- 1999 Fiori Musicali, voor fanfareorkest
- 1999 Fright'ning White, voor fanfareorkest
- 1999 Les Marteaux de la Marine
- 1999 Tot de doden - geïnspireerd door het gelijknamige gedicht van Ed Hoornik
- 2000 Aedificare Arte Est, voor fanfareorkest
- 2000 A Tribute to Henk Badings, voor brassband (verplicht werk voor het Wereld Muziek Concours, Kerkrade)
- 2000 On wings of Liberty - Concert march[4]
- 2000 Tot de doden, ceremoniële muziek voor de Nationale dodenherdenking[5]
- 2001 The Chairman, voor harmonie, fanfare of brassband
- 2001 Fúzje, voor fanfareorkest
- 2001 Quatre Moulins à Roue, voor fanfareorkest
- 2001 Requiem voor de mens, voor gemengd koor en harmonieorkest
- 2000 Excelsior, voor harmonieorkest
- 2002 Colditz castle, voor harmonieorkest
- 2003 Highland Village Dances, voor fanfareorkest
- 2003 Peace for the world, voor harmonieorkest
- 2003 La Terre voor fanfareorkest[6]
- 2003 Samson, voor harmonieorkest
- 2003 Drachten - tussen psalm en morgenrood- , voor fanfareorkest
- 2004 In Memoriam Piebe Bakker voor fanfareorkest - Verplicht werk tijdens het 16e Wereld Muziek Concours Kerkrade in 2013 in de sectie fanfareorkest, concertafdeling[7]
- 2004 Public Spirit, voor harmonieorkest
- 2005 Chameleon, voor brassband
- 2005 Columbus, voor harmonie- of fanfareorkest
- 2005 Don Quichote, voor harmonieorkest
- 2005 Edge of Fields and Meadow, voor fanfareorkest
- 2007 Concert, voor klarinet en harmonieorkest
- 2008 Fincas de Trabajo, paso doble voor fanfareorkest
- 2008 Sonata da Chiesa, voor fanfareorkest[8] (verplicht uit te voeren werk 1e divisie ONFK 2011)
- 2008 The Fever Tree, voor harmonie- of fanfareorkest
- 2008 The Legend of the Cloak, voor brassband
- 2009 Staren in de stilte, voor fanfareorkest[9]
- 2009 Trompet Concert, voor fanfareorkest
- 2009 The Pulse of Life, voor harmonieorkest
- 2009 Tuba Concert, voor fanfareorkest
- 2010 A Diamond for Parker voor fanfareorkest
- 2012 De Kwelgeest, voor fanfareorkest[10] - verplicht werk in de 3e divisie tijdens de ONFK 2012
- 2012 Mästare alle söka dig voor fanfareorkest
- 2012 Lydense voor fanfareorkest
- 2012 The Innocent Condemned voor harmonieorkest
- 2013 The Land of the Cornflower voor harmonieorkest
- 2013 Guggisberg Fantasie voor harmonieorkest
- 2013 Prelude for Iven voor fanfareorkest
- 2013 Griet Koenes voor fanfareorkest
- 2013 Burlesque 2.0 voor brassband
- 2014 Admiration voor brassband/fanfare
- 2014 Gratitude voor brassband
- 2014 Hunting Autographs voor harmonieorkest
- 2014 Signatures voor fanfareorkest
- 2014 It's in the Air voor fanfareorkest (bespiegelingen bij de Air van Bach)
- 2014 Goodbye Mr. Sax (een jazzy bewerking van Abide with me)
- 2015 Maori Songs voor harmonie-, fanfareorkest en brassband (verplicht werk Gouden Spiker Festival)
- 2015 Dudok voor fanfareorkest
- 2015 The Bellbird voor fanfareorkest
- 2015 Pamietamy voor fanfareorkest
- 2016 Canzona per sempre voor fanfareorkest
- 2016 Lacrymosa voor harmonieorkest
- 2016 Dr. A. Mathijsen Mars (Regimentsmars Centraal Militair Hospitaal) voor harmonie- en fanfareorkest
- 2017 What is the Grass? voor sopraan en fanfareorkest (op de poëzie van Walt Whitman)
- 2017 David voor fanfareorkest
- 2018 Trajectum voor brassband (verplicht werk voor de Nederlandse Brassband Kampioenschappen)
- 2018 Swietbek voor brassband/fanfare
- 2018 Sickles and Scythes voor brassband (verplicht werk Gouden Spiker Festival)
- 2018 Van Horne voor harmonieorkest
- 2018 Uthuson voor fanfareorkest
- 2018 Tinco voor fanfareorkest (verplicht werk Gouden Spiker Festival)
- 2018 Retrospective voor fanfare (Fantasie over het slotkoraal uit de Johannes Passion van Bach)
- 2019 Lei voor fanfare
- 2019 De legende van Humerke voor fanfare
- 2019 Haddo House voor brassband
- 2020 Wâldsang voor brassband (met 2 trompet-/cornetsolisten)
- 2020 Adagio for Wind voor harmonieorkest (voor de Marinierskapel der Koninklijke Marine)
- 2020 45-20 Souvenir de la guerre voor harmonieorkest (voor de Marinierskapel der Koninklijke Marine)
- 2020 Self-Portrait voor fanfare + strijkoctet en piano
- 2020 A ruby Fantasy voor fanfare (t.g.v. het 40-jarig dirigentenjubileum van Danny Oosterman bij DSS Aarlanderveen)

### Muziektheater

#### Opera's
| Voltooid in | titel                                                           | aktes | première | libretto                                                |
| ----------- | --------------------------------------------------------------- | ----- | -------- | ------------------------------------------------------- |
| 2004        | Fjoer en wetter, opera voor solisten, koren, beiaard en fanfare |       |          | Wilco Berga over de moord op Bonifatius in het jaar 754 |

### Werken voor koor
- 2001 Requiem voor de mens voor gemengd koor en harmonieorkest
- 2006 De moord van Raamsdonk, voor gemengd koor, strijkorkest en pauken

- 2009 Violen voor een Vlinder, voor sopraan, bariton, gemengd koor en kamerorkest (Compositie ter herdenking van de moord op Nienke Kleiss)
- 2020 Wilsum voor gemengd koor en fanfareorkest (700 jaar stadsrechten Wilsum)

### Vocale muziek
- 1977 Nader tot U, voor bariton, dwarsfluit, piano en slagwerk - tekst: Gerard Reve
  1. Preludium
  2. Altijd wat
  3. Bekentenis (recitativo)
  4. Paradijs
  5. Aan de maagd, vierde persoon Gods
  6. In Uw handen
  7. Aan de engel

- 1998 Quatre chansons voor zangstem (bariton), gemengd koor (ad lib.) en fanfareorkest - op teksten van Jacques Brel
  1. Avec élégance
  2. Sans exigences
  3. L'Amour est mort
  4. La cathédrale

- 2014 Apokalyps VII, 12 voor hobo, viool, 6-stemmig gemengd koor en orgel
- 2015 The mystic Trumpeter voor 6-stemmig gemengd koor en koperkwartet (op de poëzie van Walt Whitman)
- 2016 Five Miniatures voor 4-stemmig gemengd koor a capella (op de poëzie van Walt Whitman)
- 2017 What is the Grass? voor sopraan en fanfareorkest (op de poëzie van Walt Whitman)

### Kamermuziek
- 1977 Five miniatures for two flutes
- 1978 Canto per flautone
- 1988 Chanson mélancolique voor bugel (euphonium) en piano
- 2001 Flying Saints forever, voor koperensemble
- 2002 Epiphany, voor koperkwintet en slagwerkensemble
- 2011 Intrada voor trompetsolo
- 2011 Miniature Saxophone Quartet
- 2021 Canzoni voor trompet, saxofoon en piano

### Werken voor en met orgel
- 1977 Danses didactyles, voor orgel (pedaalsolo)
- 2011 A Festive Fantasy voor trompet en orgel
- 2015 Drieluik voor altobo en orgel
- 2019 Wanderer im Tal der Gegenwart voor saxofoonkwartet en orgel

### Werk voor beiaard
- 2018 Philips van Horne

### Werken voor draaiorgel
- 1979 Baxophonia prima voor The Busy Drone
- 1980 Baxophonia secunda voor The Busy Drone